# 邦貝
邦貝是非洲國家塞內加爾西部的城鎮，由久爾貝勒區負責管轄，受熱帶氣候影響，十一月到五月是旱季，而六月至十月則是雨季，農民主要種植花生、玉米、甘蔗，2002年人口21,1250。
14°43′N 16°37′W / 14.717°N 16.617°W